# マリット・ヤスペル
マリット・ヤスペル（Marrit Jasper、1996年2月28日 - ）は、オランダの女子バレーボール選手。オランダ代表。

## 来歴

### クラブチーム
スネーク出身。2012年、地元のクラブVC Sneekに入団しバレーボール選手としてのキャリアをスタートさせる。2014/15、2015/16シーズンにリーグ優勝を果たした。2016/17シーズンはドイツブンデスリーガのVfB Suhl Lotto Thüringenに移籍し1年間プレー。2017/18シーズンはドレスナーSCでプレーし、ドイツカップで優勝、ブンデスリーガで3位となった。その後はLadies in Black Aachenに移籍し2年間プレーした。2020/21シーズンはイタリアセリエAのVolley Millenium Bresciaと契約した。2021/22シーズンはセリエAのCuneo Granda Volleyでプレーした後、2022/23シーズンはフランスリーグのVB Nantesに加入した。

### 代表チーム
2017年、オランダ代表に初選出された。同年のワールドグランプリでデビューし、同年9月の欧州選手権で銀メダルを獲得した。2018年、世界選手権に出場し4位となった。2019年のワールドカップでは攻守にわたりチームを牽引する活躍をみせた。2022年、地元開催の世界選手権に出場した。

## 人物
同じくオランダ代表のバレーボール選手のヘステル・ヤスペルは実妹である。

## 球歴
- 世界選手権 - 2018年、2022年
- ワールドカップ - 2019年
- ワールドグランプリ - 2017年
- ネーションズリーグ - 2018年、2019年、2021年、2022年
- 欧州選手権 - 2017年、2019年、2021年

## 所属クラブ
- VC Sneek（2012-2016年）
- VfB Suhl Lotto Thüringen（2016-2017年）
- ドレスナーSC（2017-2018年）
- Ladies in Black Aachen（2018-2020年）
- Volley Millenium Brescia（2020-2021年）
- Cuneo Granda Volley（2021-2022年）
- VB Nantes（2022-2024年）
- KSディヴェロプレス・ジェシュフ（2024年-）